# Данієль Пайпс
Данієль Пайпс (англ. Daniel Pipes, 9 вересня 1949, Бостон, Массачусетс, США) — американський історик, публіцист, письменник і політичний коментатор, фахівець з ісламу і близькосхідного конфлікту.

## Життєпис
Народився 9 вересня 1949 року в Бостоні, штат Массачусетс, в родині історика Гарвардського університету радянознавця Річарда Пайпса і його дружини Ірени, євреїв, що переїхали до США з Польщі 1939 року.
Вступив до Гарвардського університету 1967 року і 2 роки вивчав математику, після чого вирішив змінити фах і почав вивчати історію, зокрема середньовічну історію ісламу. Відрізнявся від інших студентів тим, що вважав недоречними демонстрації лівих проти війни у В'єтнамі. Шість років він вчився за кордоном, з яких 3 роки — в Єгипті.
1971 року отримав ступінь бакалавра гуманітарних наук, а 1978 року — ступінь доктора філософії (Ph.D.).
Викладав у Чиказькому університеті, Гарвардському університеті і у Військово-морському коледжі США. Також обіймав різні посади в американському уряді, зокрема дві, на які був призначений президентом США Джорджем Бушем: віце-голова Ради з питань міжнародних наук ім. Фулбрайта і член правління Американського інституту миру. Протягом 1986—1993 років Пайпс був директором Науково-дослідного інституту з питань зовнішньої політики.
Крім англійської мови Пайпс розмовляє французькою і читає арабською та німецькою.

## Політика
Пайпс є представником неоконсервативного напряму в американській політиці.
Він автор низки поширених політичних термінів: «новий антисемітизм», «борці ісламу» і «конспіраціонізм».
Пайпс є членом 5 редакційних колегій, виступав на засіданнях багатьох комісій Конгресу США і брав участь у 4 президентських виборчих кампаніях у США.
Є творцем і керівником незалежної дослідницької організації «Близькосхідний форум», яка від 1994 року щоквартально видає збірник Middle East Quarterly, а від 1999 року — Middle East Intelligence Bulletin.
Протягом року, починаючи від 11 вересня 2001, Денієл Пайпс, за підрахунками The Nation, з'явився в 110 і 450 теле — і радіопередачах відповідно з коментарями і виступами про тероризм. Сайт Пайпса відвідує від 140 до 160 тис. осіб на місяць.
Пайпс неодноразово заявляв: «Було б помилкою звинувачувати іслам, релігію з 14-віковою історією, за все те зло, яке здійснює войовничий іслам, тоталітарна ідеологія з менше ніж столітньою історією. Войовничий іслам це проблема, а поміркований іслам є вирішенням цієї проблеми».

## Відгуки
Шейх Ахмад Субні Мансур, колишній професор університету Аль-Азхар у Єгипті, стажист у Гарвардській юридичній школі за програмою прав людини, сказав:
|  | Ми, мусульмани, потребуємо таких мислителів, як доктор Пайпс, який може критикувати культуру тероризму в ісламі так само, як це зазвичай роблю я.Оригінальний текст (англ.) We Muslims need a thinker like Dr. Pipes, who can criticize the terrorist culture within Islam, just as I usually do |

Професор Джордтаунського університету Джон Еспозіто назвав Пайпса «яскравим, досвідченим експертом з хорошою підготовкою», але разом з тим вважає, що він перекрутив факти, заявивши, що 10-15 % мусульман у світі є екстремістами.
Такі його опоненти, як сайт Voltaire Network, називають його «заангажованим інтелектуалом», «натхненником ісламофобії», а інші — «антимусульманським расистом».
У відповідь на це, Джефф Якобі (Boston Globe) пише, що «все це — величезний і злісний наклеп, в чому може переконатися кожен, хто не полінується прочитати те, що Пайпс пише, і послухати, що він говорить», і наводить думки, що підтверджують цю точку зору. Зокрема, Ташбіх Сайєд, мусульманин, редактор журналу Pakistan Today, вважає, що Пайпс «не атакує мусульман», а те, проти чого він ополчився — це фашистська інтерпретація ісламу". «Для мене Денієл Пайпс — це голос розуму», — пише Сайєд.
Хусай Хаккані, науковець Фонду Карнегі вважає:
|  | Пайпс не завжди правий у своїй аргументації. Як мусульманин, я не згоден з деякими з його політичних рекомендацій. Але його точка зору не є ні расистською, ні екстремістською; вона цілком укладається в рамки легітимних наукових дискусійОригінальний текст (англ.) Pipes is not always right in all his arguments. As a Muslim, I disagree with several of his policy prescriptions. But his views are neither racist nor extremist; they fall within the bounds of legitimate scholarly debate |

## Нагороди та почесні звання
- 11 березня 2006 року Пайпса нагороджено Free Speech Award від данської організації «Товариство свободи друку 2004» (Trykkefrihedsselkabet af 2004)[10].
- 2003 року Пайпс отримав звання почесного доктора Єшива-університету[en][11].
- У травні 2006 року Пайпс отримав нагороду «Страж Сіону», яку вручає євреям, що підтримують державу Ізраїль, Бар-Іланський університет[12].

## Книги і важливі публікації
Пайпс є автором 12 книг, ще 11 написані в співавторстві.
Чотири книги присвячені проблемам ісламу

- «Войовничий іслам досяг Америки» (англ. Militant Islam Reaches America), 2002, W. W. Norton & Company; paperback (2003) ISBN 0-393-32531-8
- «Справа Рушді: роман, аятолла і Захід» (англ. The Rushdie Affair: The Novel, the Ayatollah, and the West), Вид. Birch Lane, 1990, Transaction Publishers, paperback (2003) ISBN 0-7658-0996-6
- «Дорогою до Бога: іслам і політична сила» (англ. In the Path of God: Islam and Political Power), Вид. Basic Books, 1983, 2002, Transaction Publishers, ISBN 0-7658-0981-8
- «Солдати-раби і іслам» (англ. Slave Soldiers and Islam) Вид. Yale University Press, 1981, ISBN 0-300-02447-9

Три книги описують події в Сирії

- «Сирія поза мирним процесом» (англ. Syria Beyond the Peace Process), 1996, Washington Institute for Near East Policy, ISBN 0-944029-64-7
- «Дамаск шукає прихильності Заходу» (англ. Damascus Courts the West), 1991, Washington Institute for Near East Policy, ISBN 0-944029-13-2
- «Велика Сирія» (англ. Greater Syria), 1990, Oxford University Press, ISBN 0-19-506021-0

Чотири книги описують іншу близькосхідну тематику

- «Мініатюри: Погляд на ісламську і близькосхідну політику» (англ. Miniatures: Views of Islamic and Middle Eastern Politics) (2003), Transaction Publishers, ISBN 0-7658-0215-5
- «Довга тінь: Культура і політика Середнього Сходу» (англ. The Long Shadow: Culture and Politics in the Middle East) (1999), Transaction Publishers, ISBN 0-88738-220-7
- «Прихована рука: Страхи близькосхідної змови» (англ. The Hidden Hand: Middle East Fears of Conspiracy) (1997), Palgrave Macmillan; paperback (1998) ISBN 0-312-17688-0
- «Посібник арабіста з розмовної єгипетської» (англ. An Arabist's guide to Colloquial Egyptian) (1983), Foreign Service Institute

Книга «Змова: Як процвітає параноїдний стиль і звідки він походить» (англ. Conspiracy: How the Paranoid Style Flourishes and Where It Comes From) (1997, Touchstone; paperback (1999) ISBN 0-684-87111-4) присвячена теоріям змови та їх ролі в європейській політиці.
Книги в співавторстві

- з Зіадом Абдельнуаром (Ziad Abdelnour) (2000), «Кінець окупації Сирії Ліваном: роль США» (англ. Ending Syria's Occupation of Lebanon: The U. S. Role) Middle East Forum, ISBN 0-9701484-0-2
- з Адамом Ґарфінклом[en] (1991), «Дружні тирани: американська дилема» (англ. Friendly Tyrants: An American Dilemma) Palgrave Macmillan[en], ISBN 0-312-04535-2

Інші публікації

- «Піщана буря» (англ. Sandstorm) (1993), Rowman & Littlefield, paperback (1993) ISBN 0-8191-8894-8
- «Здалеку: Вплив на зовнішню політику з Філадельфії» (англ. From a distance: Influencing foreign policy from Philadelphia) (Лекції Heritage) (1991), Heritage Foundation, ASIN B0006DGHE4
- «Мусульманські іммігранти в США» (англ. Muslim immigrants in the United States (Backgrounder)) (2002), Center for Studies Immigration